# Aloe zeylanica
Aloe zeylanica é uma espécie de liliopsida do gênero Aloe, pertencente à família Asphodelaceae.